# 佩尤韋
35°48′S 72°34′W / 35.800°S 72.567°W

佩尤韋（西班牙語：Pelluhue）是智利的城鎮，位於該國中部馬烏萊大區的考克內斯省，始建於1979年10月26日，面積371.4平方公里，海拔高度11米，2012年人口6,620人，人口密度每平方公里18人。